# Tito Hinojosa
Tito Ariel Hinojosa Prada (* 24. September 1997) ist ein bolivianischer Leichtathlet, der sich auf den Sprint spezialisiert hat.

## Sportliche Laufbahn
Erste Erfahrungen bei internationalen Meisterschaften sammelte Tito Hinojosa im Jahr 2018, als er bei den U23-Südamerikameisterschaften in Cuenca im 100-Meter-Lauf mit 11,09 s in der ersten Runde ausschied, wie auch über 200 Meter in 22,53 s. Im Jahr darauf erreichte er bei den Südamerikameisterschaften in Lima in 50,26 s Rang acht im 400-Meter-Lauf und belegte mit der bolivianischen 4-mal-100-Meter-Staffel in 41,73 s den siebten Platz. 2020 siegte er bei den erstmals ausgetragenen Hallensüdamerikameisterschaften im heimischen Cochabamba in 3:25,61 min mit der 4-mal-400-Meter-Staffel und gewann zudem im 200-Meter-Lauf mit neuem Hallenrekord von 22,08 s die Bronzemedaille hinter dem Venezolaner Rafael Vásquez und Franco Florio aus Argentinien, nachdem der ursprüngliche Sieger Virjilio Griggs aus Panama wegen eines Dopingverstoßes disqualifiziert worden war. Des Weiteren belegte er im 60-Meter-Lauf in 7,05 s den sechsten Platz. 2022 gelangte er bei den Hallensüdamerikameisterschaften in Cochabamba mit neuem Landesrekord von 6,84 s auf Rang fünf über 60 m und gewann mit der Staffel in 3:17,87 min die Silbermedaille hinter dem Team aus Venezuela. Im Juli schied er bei den Juegos Bolivarianos in Valledupar mit 10,95 s im Vorlauf über 100 Meter aus und verpasste auch über 200 Meter mit 21,89 s den Finaleinzug. Anschließend kam er bei den Südamerikaspielen in Asunción mit 11,03 s und 21,99 s jeweils nicht über die erste Runde hinaus.
2024 belegte er bei den Hallensüdamerikameisterschaften in Cochabamba in 6,82 s den vierten Platz über 60 Meter. Im Mai schied er bei den Ibero-Amerikanischen Meisterschaften in Cuiabá mit 11,42 s im Vorlauf über 100 Meter aus. Im Jahr darauf verpasste er bei den Hallensüdamerikameisterschaften in Cochabamba mit 6,95 s den Finaleinzug über 60 Meter.
In den Jahren 2022 und 2023 wurde Hinojosa bolivianischer Meister im 100-Meter-Lauf sowie 2022 auch über 200 Meter. Zudem wurde er von 2021 bis 2023 Hallenmeister im 200-Meter-Lauf sowie 2022 und 2024 auch über 60 Meter.

## Persönliche Bestzeiten
- 100 Meter: 10,48 s (+0,5 m/s), 21. April 2024 in Cochabamba
  - 60 Meter (Halle): 6,78 s, 13. Januar 2024 in Cochabamba
- 200 Meter: 21,33 s (+1,3 m/s), 24. April 2022 in Cochabamba
  - 200 Meter (Halle): 21,74 s, 5. Februar 2021 in Cochabamba (bolivianischer Rekord)
- 400 Meter: 48,92 s, 23. Juni 2019 in Cochabamba